# Bangar
Bangar  (Bayan ng  Bangar) es un municipio filipino de tercera categoría, situado en la isla de Luzón y perteneciente a la provincia de La Unión en la Región Administrativa de Ilocos, también denominada Región I.

## Barangays
Bangar se divide, a los efectos administrativos, en 33  barangayes o barrios, que se agrupan en 9 distritos, conforme a la siguiente relación:
| - Agdeppa - Alzate - Bangaoilan del Este - Bangaoilan del Oeste - Barraca - Cadapli - Caggao - Consuegra - General Prim del Este - General Prim del Oeste - General Terrero | - Luzong del Norte - Luzong del Sur - Maria Cristina del Este - Maria Cristina del Oeste - Mindoro - Nagsabaran - Paratong del Norte - Paratong n.º 3 - Paratong n.º 4 - Central del Este n.º 1 (Población) - Central del Este n.º 2 (Población) | - Central del Oeste n.º 1 (Población) - Central del Oeste n.º 2 (Población) - Central del Oeste n.º 3 (Población) - Quintarong - Reyna Regente - Rissing - San Blas - San Cristóbal - Sinapangan del Norte - Sinapangan del Sur - Ubbog |